# 1498 en littérature
| Années de la littérature : 1495 - 1496 - 1497 - 1498 - 1499 - 1500 - 1501    |
| Décennies de la littérature : 1460 - 1470 - 1480 - 1490 - 1500 - 1510 - 1520 |

Cet article présente les faits marquants de l'année 1498 en littérature.

## Parutions
- 13 mars : première édition imprimée répertoriée de l'Hortulus Animæ, un ouvrage de piété en latin, à Strasbourg par Wilhelm Schaffener de Rappoltsweiler[1].

- Jérôme Savonarole, Trattato circa il reggimento e governo della città di Firenze (« Traité sur le régime et le gouvernement de Florence »)[2].
- Vita alme virginis lydwine, traduction améliorée en latin de l'hagiographie de sainte Lydwine, par Johannes Brugman[3].

- Reynke de vos (de), version en bas allemand du Roman de Renart, imprimée à Lübeck par Hans van Ghetelen (de)[4].

## Naissances
- 12 août : Giambattista Gelli, écrivain humaniste italien, mort le 24 juillet 1563.
- 19 décembre : Andreas Osiander, théologien prussien, mort en 1552.

- Marc-Antoine Flaminio, poète et écrivain italien, mort le 17 février 1550.
- Johannes Honterus, humaniste et théologien transylvanien d’origine saxonne, mort le 23 janvier 1549.
- Hans Salat (de), greffier, dramaturge et chroniqueur suisse, mort avant le 23 octobre 1561.
- Huang E, poétesse chinoise, morte en 1569.
- Vers 1498 : Mirabaï, poétesse hindoue, morte en 1546.

## Décès
- 27 juillet : Vespasiano da Bisticci, libraire et écrivain italien, né en 1421.
- 17 août : Stephan Fridolin, franciscain allemand, auteur de sermons et de textes de spiritualité, né vers 1430.
- 24 septembre : Cristoforo Landino, philosophe écrivain et poète italien (né en 1424).
- 7 décembre : Alexander Hegius von Heek, humaniste allemand, né en 1433.

- Vers 1498 :  Diego de San Pedro (en), écrivain castillan, né en 1437.